# Elisabet av Kärnten
Elisabet av Kärnten, född 1298 i Gorizia, död 1352, var en siciliansk drottning, gift 1322 med kung Peter II av Sicilien. Hon var Siciliens regent 1348-52. 
Efter Peter II:s död 1342 blev hennes svåger Johan regent som förmyndare för hennes son Ludvig. Efter Johans död 1348 övertog hon regentskapet. Vid hennes död 1352 övertog hennes dotter Konstantia regentskapet.